# 悲しみの青春
『悲しみの青春』（Il giardino dei Finzi-Contini）は、ヴィットリオ・デ・シーカ監督による1970年のイタリア映画である。出演はリノ・カポリッチオ、ドミニク・サンダ、ヘルムート・バーガーらであり、ジョルジョ・バッサーニの小説『フィンツィ・コンティーニ家の庭』を原作としている。

## プロット
北イタリアのエミリア地方にあるフェルラーラのはずれに住むユダヤ人一家・フィンツィ・コンティーニ家は地域のコミュニティとのつながりが薄く、その家の娘であるミコルとその弟アルベルトも学校にはあまり来なかった
ある日、同じくユダヤ人である青年ジョルジュは、ミコルに誘われるかたちでコンティーニ家を訪れ、親しくなる。
やがてナチスが台頭する中、ミコルは過越祭の日にジョルジュと再会し、キスを交わすが、ジョルジュとの関係を拒む。
第二次世界大戦、コンティーニ家に忍び込んだジョルジュは、アルベルトの友人であるマルナーテがミコルと抱き合う様子を見て失望する。
その後、ジョルジュは病死したアルベルトの葬儀の場でミコルと再会するが、それが彼女の最後の姿となった。
後に、ジョルジュは家族とともにフェルラーラから脱出した一方、ミコルらコンティーニ家はナチスの収容所に収容された。

## キャスト
- リノ・カポリッチオ（英語版）
- ドミニク・サンダ
- ヘルムート・バーガー
- ファビオ・テスティ（英語版）
- ロモロ・ヴァリ

## 受賞とノミネート
| 賞・映画祭         | 部門         | 対象                                  | 結果       |
| ------------------ | ------------ | ------------------------------------- | ---------- |
| ベルリン国際映画祭 | 金熊賞       | ヴィットリオ・デ・シーカ              | 受賞       |
| アカデミー賞       | 外国語映画賞 | 『悲しみの青春』                      | 受賞       |
| アカデミー賞       | 脚色賞       | ヴィットリオ・ボニチェリ ウーゴ・ピロ | ノミネート |